# Danica Dillan
Danica Dillan (nacida en Ohio el 4 de enero de 1987) es una actriz pornográfica y modelo erótica estadounidense.

## Biografía
Danica Dillan nació en una familia con raíces alemanas, también tiene sangre india e irlandesa, Danica Dillon, es oriunda de Ohio.
Debutó en el cine para adultos en la edad de 22 años, y desde entonces lleva filmadas más de 40 películas. En alguna oportunidad comentó que nunca había visto porno antes de que Jenna Haze llegara a una función de baile en el club de striptease de San Diego donde estaba trabajando en ese momento, y agregó que al ver una de las películas de Jenna "pensé que ya era tiempo, así que decidí que quería ver lo que parecía". Al parecer, Jenna tenía la misma sensación que ella, pues ingresó a la industria porno por recomendación de Jenna Haze.
En un inicio Danica se negó, pero después de un tiempo, viendo algunas de sus películas, aceptó la oferta. Dillon se rio de la idea al principio, pero dos semanas después, ya había grabado su primera escena. Actualmente Danica es una modelo de ATK.

## Filmografía parcial
- This Ain't Avatar XXX una parodia de James Cameron's Avatar.
- The Human Sexipede[2][3] la película es una parodia de las película The Human Centipede (First Sequence).
- Barely Legal All Girl Toy Party(Hustler Video)
- Not The Bionic Woman & The Six Million Dollar Man(X-Play) la película es una parodia de las películas The Bionic Woman and The Six Million Dollar Man.

## Premios y nominaciones
- 2010 ATK Babe of the Month(September)
- 2010 ATK nominaciones - Social Media Babe of the Year
- 2011 AVN Award nominaciones - Best New Starlet[4]
- 2011 Premios XBIZ nominaciones - New Starlet of the Year[5]